# Anton Hanak
Anton Hanak (né le 22 mars 1875 à Brünn, mort le 7 janvier 1934 à Vienne) est un sculpteur autrichien.

## Biographie
Anton Hanak étudie auprès de Edmund von Hellmer à l'Académie des beaux-arts de Vienne. Il est membre de la Sécession viennoise, de la Wiener Werkstätte ainsi que le fondateur de l'Österreichischer Werkbund (de).
Ses œuvres ont presque toujours un caractère symbolique et visionnaire, parfois proche de l'expressionnisme, comme Le dernier homme (1917) ou L'homme qui brûle (1922).
Dans les années 1920, il fait l'ornement de plusieurs bâtiments de Josef Hoffmann et d'autres résidences de Vienne. Il crée de nombreux bustes et monuments comme le monument aux morts de la Première Guerre Mondiale Schmerzensmutter (Mater Dolorosa) du cimetière central de Vienne ou le buste de Victor Adler du Republikdenkmal.

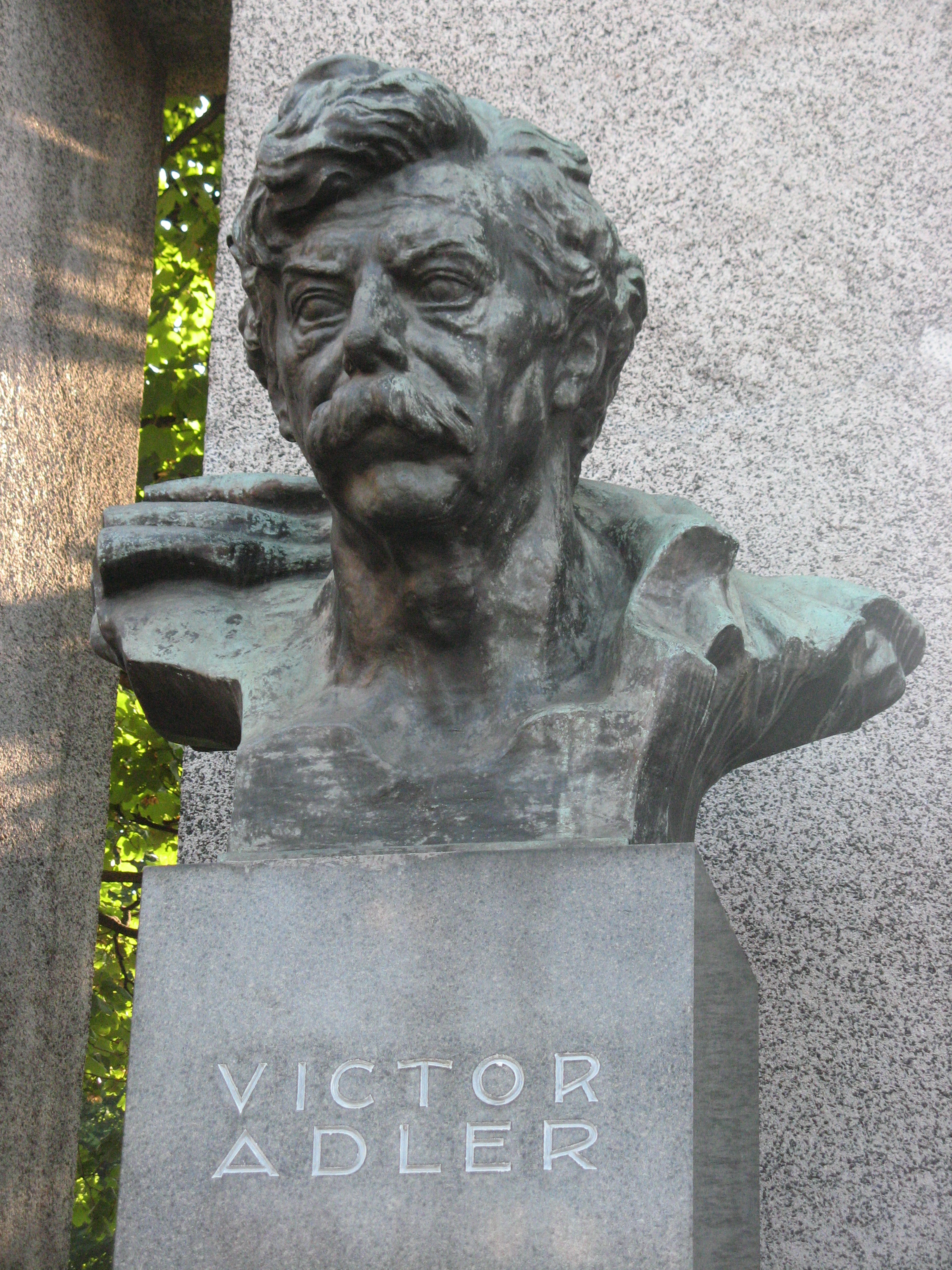
Buste de Victor Adler du Republikdenkmal.

Il est professeur à l'Université des arts appliqués de Vienne puis en 1932 de l'Académie. Ses élèves sont Rudolf Reinhart, Fritz Wotruba, Angela Stadtherr (de), Adolf Treberer-Treberspurg (de), Heinz Leinfellner (de), Gustav Resatz (de), Hilde Uray (de), Franz Hagenauer (de), Ilse Pompe-Niederführ (de), Jakob Adlhart, Severino Pose, Antonio Pena  et Hans Baier (de).
Anton Hanak meurt le 7 janvier 1934 et a une tombe dédiée au cimetière de Hietzing (Groupe 5, numéro 120). Dans l'arrondissement de Penzing, une rue porte son nom.
À Langenzersdorf, un musée Anton Hanak est entièrement consacré à son œuvre.